# Грабуоста
Грабуоста (лит. Grabuosta) — река в Молетском районе Литвы, левый приток Сесартиса (бассейн Немана). Длина реки составляет 9,1 км, площадь бассейна — 46,9 км².
Грабуоста вытекает из северной части озера Грабуостас, рядом с селом Жалваряй. Течёт в северном и северо-восточном направлениях, впадает в Сесартис слева в 53,8 от его устья. Высота устья — около 116 метров над уровнем моря.
Принимает притоки: Паутене, Легус (слева), Киселяука, Джутине (справа).
На берегу реки расположены следующие населённые пункты: Жалваряй, Гайлюнай, Граница, Киселяука, Друскяй и другие.